# Oxymore
Oxymore is een Belgisch bier van hoge gisting.
Het bier wordt gebrouwen in Brasserie Oxymore te Limerlé.
Het is een amberkleurig bier, type saison met een alcoholpercentage van 5%. Het bier heeft een kruidig en fruitig aroma met hints van citrus. Het is een zoet bier met een medium bitterheid.